# Lohachara

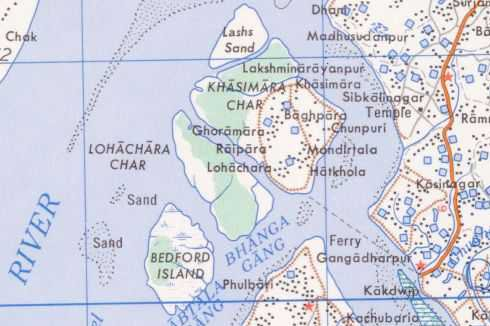
Mapa

Lohachara foi uma ilha localizada no rio Hooghly, na Índia, submersa desde a década de 1980.